# DHX Media Vancouver
WildBrain Studios é um estúdio de animação canadense com sede em Vancouver, British Columbia, e é uma subsidiária da WildBrain. Anteriormente conhecido como Studio B Productions Inc. fundado em 1988 e foi adquirida pela DHX Media (atual WildBrain) em 4 de dezembro de 2007. O estúdio foi rebatizado oficialmente após a sua empresa-mãe em 8 de setembro de 2010, juntamente com outras subsidiárias de DHX Media.
Em 2014 a DHX adquiriu a Nerd Corps Entertainment, também de Vancouver, esta se fundiu com a DHX Media Vancouver, formando a DHX Studios Vancouver.
Após a mudança de nome da DHX para WildBrain, a DHX Media Vancouver foi renomeada WildBrain Studios, já que os outros estúdios da WildBrain foram vendidos ou fechados.

## Series originais do WildBrain Studios
- The Amazing Adrenalini Brothers
- Being Ian
- Class of the Titans
- D'Myna Leagues
- George of the Jungle (desenho de 2007)
- Kid vs. Kat
- Martha Speaks
- My Little Pony: A Amizade É Mágica
- Littlest Pet Shop (2012)
- Pound Puppies (2010) (episódios 8 – 65)
- Transformers: Rescue Bots (a partir da 3ª temporada)
- Ricky Sprocket: Showbiz Boy
- Something Else
- What about Mimi?
- Yakkity Yak
- Yvon of the Yukon

## Serviços adicionais
- Corduroy
- Edgar & Ellen
- Johnny Test
- Pucca
- Reader Rabbit
- Mouse Santa
- Stroker & Hoop
- A Lenda de Frosty the Snowman
- Woody Woodpecker
- Sonic o Ouriço